# Ghoga
Ghoga là một thị trấn thống kê (census town) của quận North West thuộc bang Delhi, Ấn Độ.

## Nhân khẩu
Theo điều tra dân số năm 2001 của Ấn Độ, Ghoga có dân số 3766 người. Phái nam chiếm 54% tổng số dân và phái nữ chiếm 46%. Ghoga có tỷ lệ 68% biết đọc biết viết, cao hơn tỷ lệ trung bình toàn quốc là 59,5%: tỷ lệ cho phái nam là 74%, và tỷ lệ cho phái nữ là 60%. Tại Ghoga, 16% dân số nhỏ hơn 6 tuổi.